# Пурума цекропиелистная
Пуру́ма цекропиели́стная, или пурума брази́льская (лат. Pourouma cecropiifolia) — небольшое вечнозелёное плодовое дерево семейства Тутовые, высотой 7-15 м с серой корой с почти круглыми листьями, зелёными сверху, и, беловатыми и бархатистыми снизу. Плоды собраны в крупные гроздья, имеют круглую или кругло-овальную форму, диаметром 0,5-4 см, с неровной несъедобной кожицей, пурпурной при созревании. Внутри содержится слизистая белая сочная мякоть с тонким ароматом и одним коническим семенем. Дерево растёт в диком виде в западной части амазонской Бразилии и смежных районах Колумбии, Эквадора и Перу. В этих странах в последнее время появился интерес к культивированию амазонского винограда. Его плоды съедобны в свежем виде, а также могут сбраживаться в вино.